# Syscia borowieci
Syscia borowieci (лат.) — вид муравьёв рода Syscia из подсемейства Dorylinae (Formicidae). Эндемик Гондураса.

## Распространение
Встречается в Центральной Америке: Гондурас.

## Описание
Мелкие муравьи красновато-коричневого цвета (длина около 3 мм). Ширина головы рабочих 0,69 мм, длина головы 0,82 мм. Отличаются следующими признаками: субпетиолярный отросток субквадратный с угловатым задним краем; абдоминальный сегмент AIII сверху сверху трапециевидный с почти плоскими боками; AIV сверху с выпуклыми сторонами, передний край слабо усеченный; у AIII и AIV дорсальный профиль выпуклый; отстоящие волоски длинные. Стебелёк двухчлениковый, но явные перетяжки между следующими абдоминальными сегментами отсутствуют. Проното-мезоплевральный шов развит. Оцеллии отсутствуют, сложные глаза редуцированные. Нижнечелюстные щупики рабочих 2-члениковые, нижнегубные щупики состоят из 2 сегментов. Средние и задние голени с одной гребенчатой шпорой. Обнаружены в подстилочном лесном слое. Вид был впервые описан в 2021 году американским мирмекологом Джоном Лонгино и немецким энтомологом Майклом Бранстеттером.